# Cantonul Toulouse-7
Cantonul Toulouse-7 este un canton din arondismentul Toulouse, departamentul Haute-Garonne, regiunea Midi-Pyrénées, Franța.